# Jiří Štajner
Jiří Štajner (Benešov, 1976. május 27. –) cseh válogatott labdarúgó, jelenleg a német Hannover 96 támadója.